# Селіярово
Селія́рово (рос. Селиярово) — село у складі Ханти-Мансійського району Ханти-Мансійського автономного округу Тюменської області, Росія. Адміністративний центр та єдиний населений пункт Селіяровського сільського поселення.
Населення — 1997 осіб (2017, 1894 у 2010, 430 у 2002).
Національний склад станом на 2002 рік: росіяни — 77 %.